# Micropsectra pilgeru
Micropsectra pilgeru е вид насекомо от разред Двукрили (Diptera), семейство Хирономидни (Chironomidae). Среща се в Германия.